# Prenj (Stolac)
Pour l’article homonyme, voir Prenj.
Prenj (en cyrillique : Прењ) est un village de Bosnie-Herzégovine. Il est situé dans la municipalité de Stolac, dans le canton d'Herzégovine-Neretva et dans la fédération de Bosnie-et-Herzégovine. Selon les premiers résultats du recensement bosnien de 2013, il compte 731 habitants.

## Géographie
Le village est situé au bord de la rivière Bregava.

## Histoire
L'église catholique Saint-Michel de Prenj est inscrite avec son presbytère sur la liste provisoire des monuments nationaux de Bosnie-Herzégovine.

## Démographie

### Évolution historique de la population dans la localité
| 1948 | 1953 | 1961 | 1971 | 1981 | 1991 | 2013 |
| ---- | ---- | ---- | ---- | ---- | ---- | ---- |
| -    | -    | 784  | 813  | 777  | 747  | 731  |

|  |